# Санаторий имени В. П. Чкалова
Санаторий имени Валерия Павловича Чкалова — оздоровительный, лечебно-профилактический комплекс в городе Самаре.

## История
Санаторий был основан в 1924 году, когда Барбошина поляна, дачно-курортный район Самары, распался на отдельные здравницы.
С 1924 года санаторий был домом отдыха для работников речного транспорта, затем санаторием водников.
В 1931 году на территории санатория обосновалась «Страхкасса»[уточнить]
В июле 1941 года дом отдыха «Крайстрахкасса» был ликвидирован, дачи перешли к народному комиссариату авиационной промышленности и санаторий был превращён в дом отдыха лётного и командного состава Советской армии, где отдыхали боевые лётчики после тяжёлых ранений и госпиталей. В сентябре 1942 года в санаторий прибыл легендарный лётчик Алексей Маресьев, потерявший обе ноги и учившийся работать с протезами; в начале 1943 года он прошёл медкомиссию и был направлен в лётную школу.
Имя Чкалова санаторий носит с 1946 года. Советский лётчик-испытатель Валерий Чкалов приезжал в Куйбышев 4-5 сентября 1937 года, встречался с родственниками, выступал на митинге, посещал школу № 13 и самарский драматический театр.
В 1978 году в санатории было открыто первое в России кардиологическое отделение для долечивания после инфаркта, а в начале 2000-х годов заведение стало многопрофильным — в 2001 году было открыто отделение реабилитации и лечения больных после острого нарушения мозгового кровообращения, в 2011 году — онкоотделение.

## Дача Соколова
Основу территории санатория составляет комплекс дач купца И. Я. Соколо́ва — памятник архитектуры начала XX века, яркий пример самарского дачного строительства рубежа XIX-XX веков.
Комплекс состоит из трёх сооружений. Соколов заказывал дом для себя и своих сыновей. Два здания проектировал А. А. Щербачёв, а
третий дом — заслуга Александра Павловича Головкина, брата известного самарского купца, художника Константина Головкина. Огромных трудов потребовало возведение стены, которая поддерживает огромную террасу над Волгой. В данный момент терраса служит главной смотровой площадкой санатория. Стена не раз перестраивалась и подвергалась реконструкции. Сейчас на ней нанесено название санатория, которое замечают проплывающие по Волге суда.
Дача Соколова представляет собой произведение неоклассической архитектуры мавританского стиля архитектора А. А. Щербачёва. Это дворцеподобное сооружение с раскидистыми маршами наружных лестниц, многочисленными портиками, террасами, пандусами, лепниной в виде львиных масок, фриз с грифонами, фигур сидящих птиц и т.д.
В 1913 году в пожаре были уничтожены два корпуса, целиком построенные из дерева. Хозяева усадьбы целиком восстановили главное здание в его первозданном виде, но на этот раз из камня.
Во время революции усадьбы у Соколовых отобрали.
В 1940 году на территории санатория снимался кинофильм «Тимур и его команда», а в 1970 году — телефильм об истории революционного движения «Тревожные ночи в Самаре».

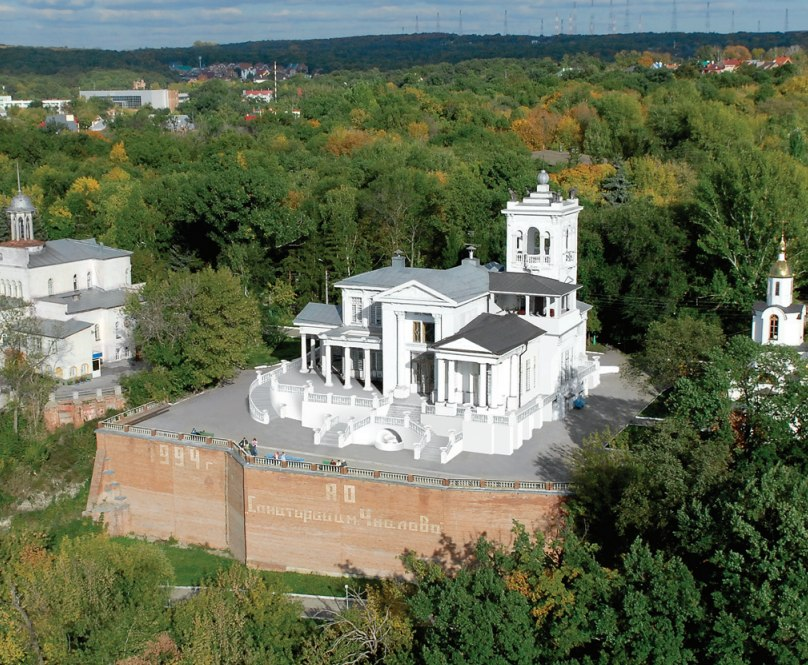
Рендер Дачи Соколова в период реставрации

## Лечение
Физиотерапевтические отделения:
- Водолечебницы
- Грязелечебница
- Психотерапия
- Кабинеты электросвечения
- Три зала лечебной физкультуры
- Сопутствующие — стоматологические, психологические и прочие услуги
- Барокамера, фитотерапия, гирудотерапия, фитоароматерапия

Профили реабилитации в санатории:
- больных, перенёсших инфаркт миокарда;
- больных, перенёсших операции на сосудах и клапанах сердца;
- лечение стенокардии;
- лечение гипертонической болезни;
- лечение нарушений ритма сердца;
- восстановительное лечение после перенесённого острого нарушения мозгового кровообращения (инсульта);
- заболевания позвоночника;
- лечение заболеваний нервной системы.

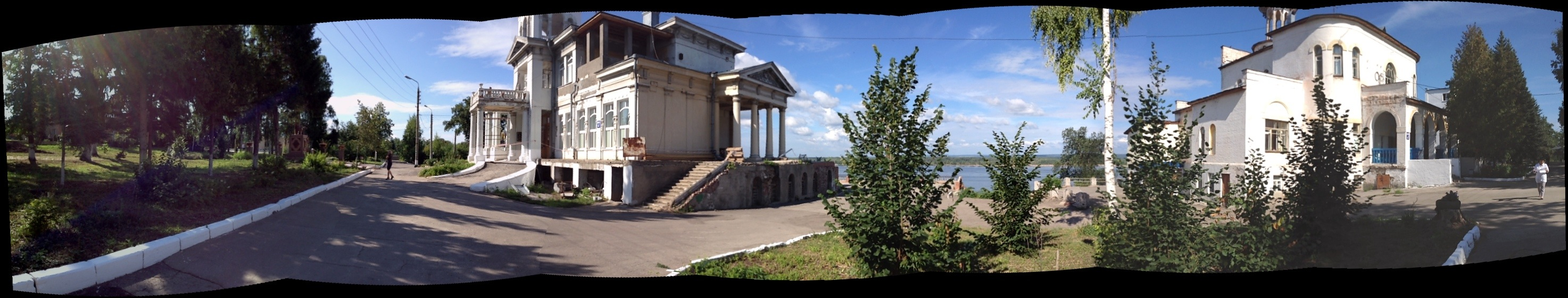
Панорама

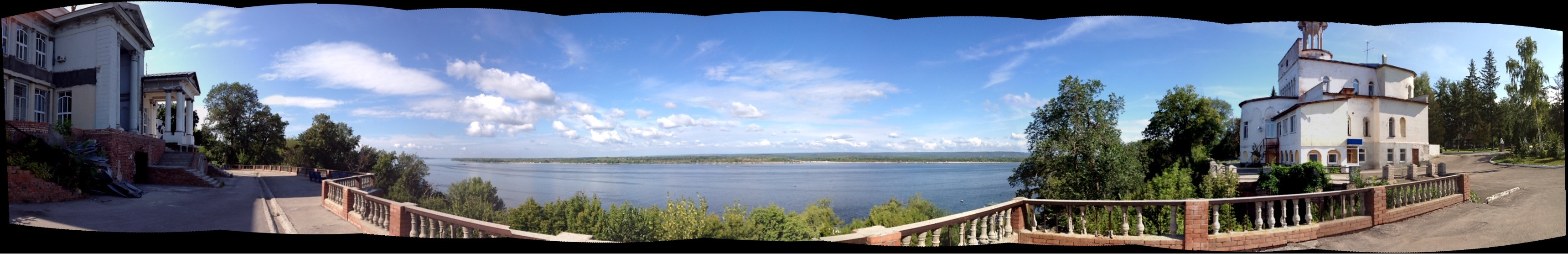
Вид на Жигулевские ворота

## Санаторий в настоящее время
На данный момент санаторий принимает людей разного возраста и профессии. Каждому отдыхающему предоставляется досуг по интересам:
- дискотека и вечера танцев
- экскурсии по культурным и историческим местам города
- еженедельные прогулки на теплоходе класса Москва (летом, в сезон навигации)
- собственный зоопарк с экзотическими животными (олени, кролики, яки, павлины)
- отдельный пляж на берегу Волги
- игровой клуб
- библиотека
- кинотеатр

С парапета главного корпуса открывается вид на Жигулёвские ворота и панорама Самарской луки. 

На территории санатория расположена часовня-храм во имя святого целителя и великомученика Пантелеимона, в которой проходят ежедневные службы.

## Награды
В 2005 году санаторий им. В. П. Чкалова признан лучшим спортивно-оздоровительным учреждением в Самарской области.
В 2009 году санаторий им. В. П. Чкалова награждён золотой медалью в номинации «Лучшая здравница по долечиванию больных непосредственно после стационарного лечения».
В 2010 году санаторий им. В. П. Чкалова стал лауреатом Национального Конкурса «Лучшие курорты России — 2010».